# Marcel Blistène
Marcel Blistène   (9è districte de París, 3 de juny de 1911 - Grassa, 2 d'agost de 1991) va ser un director de cinema francès.
Marcel Blistène es va incorporar a Paramount Pictures el 1930 com a assistent, després d'estudiar literatura. Després va iniciar una carrera com a periodista de cinema, per a Pour vous i Cinémonde.
Va realitzar la seva primera pel·lícula Étoile sans lumière el 1945, i en els tretze anys que van seguir, només va dirigir deu pel·lícules més.

## Filmografia

### Director
- Les Amants de demain (1959)
- Sylviane de mes nuits (1957)
- Gueule d'ange (1955)
- Fire Under Her Skin (1954)
- This Age Without Pity (1952)
- Bibi Fricotin (1951)
- Le Sorcier du ciel (1949)
- Rapide de nuit (1948)
- Back Streets of Paris (1946)
- Star Without Light (1946)

## Guió
- Sylviane de mes nuits (1957)
- Gueule d'ange (1955)
- Fire Under Her Skin (1954)
- Star Without Light (1946)

## Productor
- Sylviane de mes nuits (1957)